# 카타르의 국기
카타르의 국기(아랍어: علم قطر)는 1971년 7월 9일에 제정되었다. 밤색 바탕에 깃대 쪽으로 하얀색 띠가 그려져 있으며, 하얀색과 자주색은 아홉 개의 톱니로 나뉘어 있다. 가로세로 비율은 11:28이다. 바레인의 국기와 유사한 편이다.
하얀색은 평화를, 자주색은 카타르가 겪은 여러 차례의 전쟁에서 흘렸던 피를 의미하며, 아홉 개의 톱니는 1916년 영국과 맺은 특별 조약을 통해 카타르가 영국의 보호령으로 편입된 페르시아만의 9번째 토후국임을 의미한다. 또한 세계에서 가장 긴 국기이기도 하다.

## 색상
| 색상 | 하양                  | 자주색              |
| ---- | --------------------- | ------------------- |
| RGB  | 255–255–255 (#FFFFFF) | 112–25–61 (#70193D) |

## 그 외의 기

카타르 공군기

## 이전의 국기

1860년-1916년, 1916년-1936년
1936년-1949년
1949년-1971년 가로세로 비율 11:30

## 같이 보기
- 카타르의 국장